# カワイイ☆コン
カワイイ☆コン (Kawaii Kon) とは、ハワイ州ホノルル市区域にて開催されている日本の漫画とアニメを対象としたアメリカ合衆国のアニメ・コンヴェンションである。
カワイイ☆コンは、スタン・ダーリンとマーロン・ストッジヒルおよびスコット・リチャードソンの興した会社 ゲーマーズ・エヴォリューション・エキスポLLCによって設立された。自身がネィティヴ・ハワイアン(Native Hawaiian)であるダーリンは、その当時ジョージア州のアトランタを拠点としていた。彼らがハワイへのアニメ・コンヴェンションの導入を決定した理由については、ウェブ・サイト上にこう記されている。「故郷から離れて暮す転住した地元の若者が、10年以上のより良き頃を過ごした自分の出身地の州でこの展示会の主催者となっていることを私は非常に光栄に思う。何故かって? 理由はたくさんあるけど、一言で表すなら…私はアニメが大好きだからさ!」
カワイイ☆コンはハワイで行われた最初のアニメ・コンヴェンションであり、同系統の催事では同州内にて唯一の例年開催されているイヴェントである。当催事の最初の年におけるファンによるコンヴェンションへの地元の協力は、スタッフの期待を上回るほどの驚くべき出席者数の高さをもたらした。
カワイイ☆コンでは現在、AMV放映やアニメ上映会、企業/ファン/ゲストによるパネルディスカッション、ホール・コスプレ・コンテスト、マスカレイド/コスプレ・コンペティション、絵画展示、アーティスト・アレー・コンテスト、ＴＶゲームやロール・プレイング・ゲームを伴ったコンサート/ダンス/カラオケ、サイン会、そしてディーラーズ・ルームが催されている。

## 開催歴
| 開催日                | 会場                                                                              | 参加者数 | ゲスト (姓・名 アルファベット順) |
| --------------------- | --------------------------------------------------------------------------------- | -------- | --- |
| 2005年4月22〜24日     | ハワイ州 ホノルル市 アラ・モアナ・ホテル (Ala Moana Hotel)                        | 1,903名  | S.カイ・ボヴェアード、ロバート・デ・ヘズース、カヴェフ・カルダン、モニカ・ライアル、ステファニー・シェー、デヴィッド・ウィリアムズ(David Williams) |
| 2006年4月14〜16日     | ハワイ州 ホノルル市 アラ・モアナ・ホテル                                          | 2,610名  | S.カイ・ボヴェアード、エミリ・デ・ヘズース、ロバート・デ・ヘズース、石田燿子、小林尽、ヴィック・ミニョーニャ、モニカ・ライアル、スタン坂井、ショーン・シュメル(Sean Schemmel)、ステファニー・シェー、マイケル・シンターニクラス、デヴィッド・ウィリアムズ |
| 2007年4月27〜29日     | ハワイ州 ホノルル市 ハワイ・コンヴェンション・センター (Hawaii Convention Center) | 2,925名  | クリスティーヌ・オートン、グレッグ・エアーズ(Greg Ayres)、スティーヴン・ブルーム、リュシー・クリスチャン(Luci Christian)、エミリ・デ・ヘズース、ロバート・デ・ヘズース、ブリトニー・カボゥスキー(Brittney Karbowski)、ヴィック・ミニョーニャ、モニカ・ライアル、クリストファー・サバト(Christopher Sabat)、ステファニー・シェー、マイケル・シンターニコラス、デヴィッド・ウィリアムズ、トラヴィス・ウィリンガム(Travis Willingham) |
| 2008年4月18〜20日     | ハワイ州 ホノルル市 ハワイ・コンヴェンション・センター                            | 3,739名  | コリーン・クリンケンビアード(Colleen Clinkenbeard)、エミリ・デ・ヘズース、ロバート・デ・ヘズース、ジ・エメラルズ(The Emeralds)、ティファニー・グラント、飯島真理、ヴィック・ミニョーンナ、宮村優子、モニカ・ライアル、ローザリク・リッキー・サイモンズ(Rosearik Rikki Simons)、デヴィッド・ウィリアムズ、タヴィーシャ・ウルフガース＝サイモンズ                                                                                    |
| 2009年4月10〜12日     | ハワイ州 ホノルル市 ハワイ・コンヴェンション・センター                            | 4,479名  | 荒牧伸志、ローラ・ベイリー、トラヴィス・ウィリンガム、ケイトリン・グラス(Caitlin Glass)、イリイチ・グアルディオラ(Illich Guardiola)、ブライナ・パレンシア(Brina Palencia)、スタン坂井、デヴィッド・ウィリアムズ、ヴィック・ミニョーンナ、つしまみれ、ジ・エメラルズ |
| 2010年4月16〜18日     | ハワイ州 ホノルル市 ハワイ・コンヴェンション・センター                            | 4,877名  | 荒牧伸志、石川英郎、森田成一、岸尾だいすけ、ジョニー・ヨング・ボッシュ、ヴィック・ミニョーンナ、エミリ・デ・ヘズース、ロバート・デ・ヘズース、デヴィッド・ウィリアムズ、ウェンディ・パウエル(Wendy Powell)、サマンサ・イノウエ＝ハート(Samantha Inoue-Harte) |
| 2011年4月29日〜5月1日 | ハワイ州 ホノルル市 ハワイ・コンヴェンション・センター                            | 5,203名  | ジェイコブ・グラディ、ウェンディー・リー、スコット・マクニール、ジョナサン・ターボックス、デヴィッド・ウィリアムズ、山口勝平 |

## 参照
1. ↑  Yadao, Jason S. (2005年4月21日). “Anime-niacs”. Honolulu Star-Bulletin 2007年9月11日閲覧。
2. ↑  “Kawaii Kon FAQ”.   Kawaii Kon (2007年4月8日). 2011年9月4日閲覧。
3. ↑  Paiva, Derek (April 22, 2005 2005). “Ah, anime! Three-day convention opens today”. Honolulu Advertiser
4. 1 2  “Kawaii Kon 2007 Information”.   AnimeCons.com. 2007年12月21日閲覧。
5. ↑  “Kawaii Kon 2005 Information”.   AnimeCons.com. 2011年9月4日閲覧。
6. ↑  “Kawaii Kon 2006 Information”.   AnimeCons.com. 2007年12月21日閲覧。
7. ↑  Yadao, Jason S. (2006年4月14日). “For The Love of Anime”. Honolulu Star-Bulletin 2011年9月4日閲覧。
8. ↑  Yadao, Jason S. (2007年4月27日). “Serious About Cosplaying”. Honolulu Star-Bulletin 2011年9月4日閲覧。
9. ↑  “Kawaii Kon 2008 Information”.   AnimeCons.com. 2007年12月21日閲覧。
10. ↑  Yadao, Jason S. (2008年2月11日). “Kawaii Kon finalizes 2008 guest roster (Cel Shaded column)”. Honolulu Star-Bulletin 13 (42) 2011年9月4日閲覧。
11. ↑  “Kawaii Kon 2009 Information”.   AnimeCons.com. 2011年9月4日閲覧。
12. ↑  “Kawaii Kon 2010 Information”.   AnimeCons.com. 2011年9月4日閲覧。
13. ↑  “Kawaii Kon 2011 Information”.   AnimeCons.com. 2011年9月4日閲覧。